# Kalvtoft
Kalvtoft (dansk) eller Kaltoft (tysk) er en spredt liggende bebyggelse midtvejs mellem Borne og Egenæs i det sydøstlige Angel i Sydslesvig. Administrativt hører Kalvtoft under Borne Kommune i Slesvig-Flensborg kreds i den nordtyske delstat Slesvig-Holsten. I kirkelig henseende hører stedet til Borne Sogn. Sognet lå i Slis Herred (Gottorp Amt, Sønderjylland), da området tilhørte Danmark.
Kalvtoft er første gang nævnt 1462. Stednavnet henføres til dyrnavnet kalv eller mandsnavnet genitiv Kalli. 